# Iglesia de Nuestra Señora del Rosario (Koinawa)
La Iglesia de Nuestra Señora del Rosario también llamada la Iglesia Católica de Nuestra Señora del Rosario (en inglés: Our Lady of the Rosary Catholic Church) es el nombre que recibe un edificio religioso que está afiliado a la iglesia católica y se encuentra ubicado en la localidad de Koinawa al este del atolón de Abaiang en el norte de las islas Gilbert en el país de Oceanía de Kiribati.

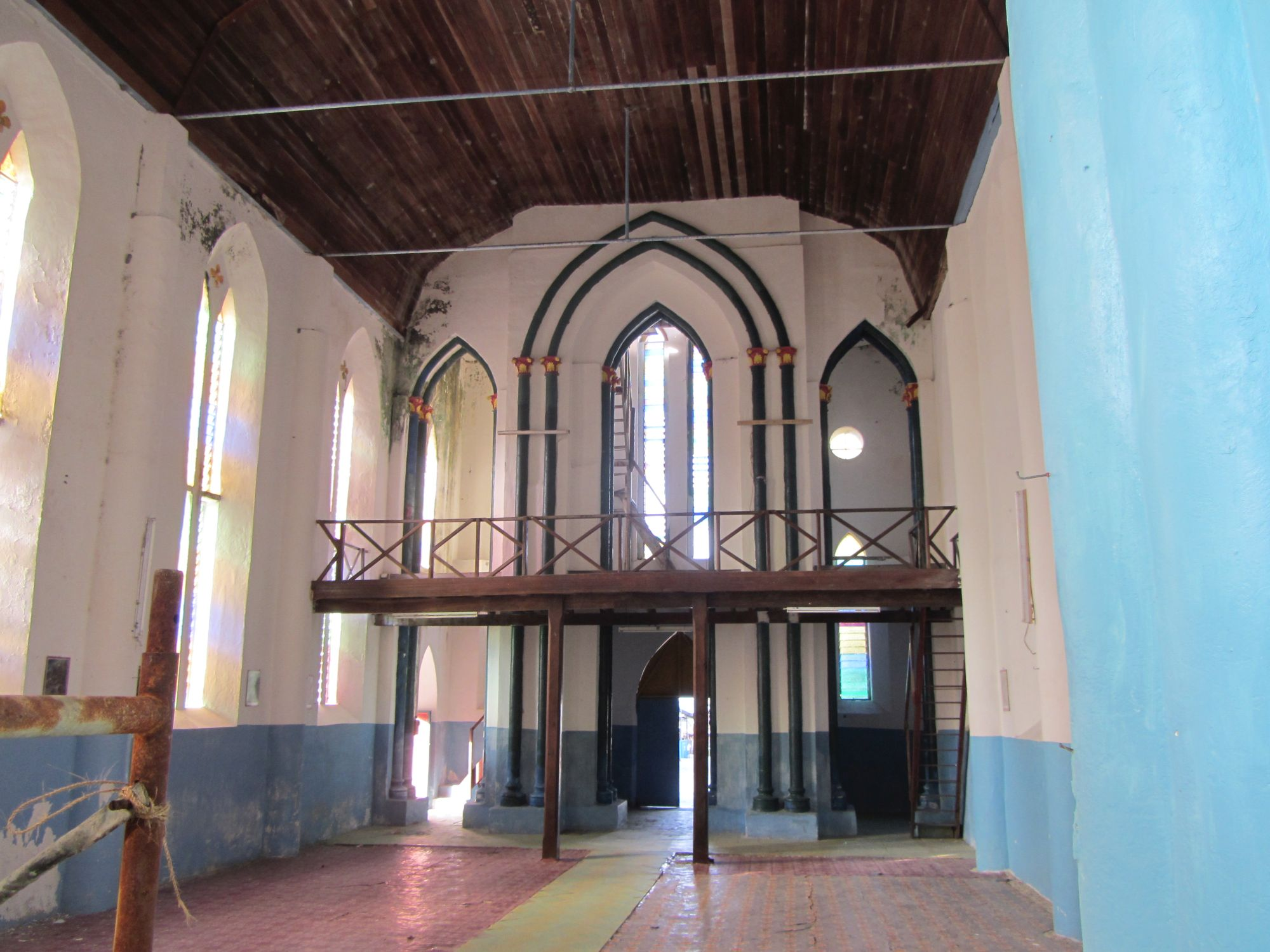
Vista interna

El templo fue concluido en octubre de 1907 cuando el territorio era un protectorado del Reino Unido y con la promoción de un sacerdote de Bélgica. Sigue el rito romano o latino y depende de la diócesis de Tarawa y Nauru (Dioecesis Taravana et Nauruna) que empezó como la diócesis de Tarawa en 1966 y que fue creada por el papa Pablo VI mediante la bula "Prophetarum voces".